# Acanthocinus meyeri
Acanthocinus meyeri es una especie de escarabajo longicornio del género Acanthocinus, tribu Acanthocinini, subfamilia Lamiinae. Fue descrita científicamente por Vitali en 2011.
La especie se mantiene activa durante el mes de agosto.

## Descripción
Mide 9,5 milímetros de longitud.

## Distribución
Se distribuye por Portugal.